# Herseaux
Herseaux [ɛʁzo] (en néerlandais Herzeeuw, en picard Èrzo) est une section de la ville belge de Mouscron, située en Wallonie picarde et en Flandre romane dans la province de Hainaut.
C'était une commune à part entière avant la fusion des communes de 1977.

## Étymologie
1108 Hersels, 1402 Herseelle, 1460 Heerzeele
Demeure (germanique *sali « maison n'ayant qu'une salle » → « demeure ») de l'armée (germanique *harja).
La forme néerlandaise est reprise au roman.

## Géographie
Le village est divisé en trois zones : Herseaux place (ou centre), Herseaux Ballons et Herseaux Gare.

## Évolution démographique
- Sources : INS, Rem. : 1831 jusqu'en 1970 = recensements, 1976 = nombre d'habitants au 31 décembre.

## Histoire du village
Herseaux est un ancien village répertorié au XIe siècle.
Faisant partie du département de la Lys sous le régime français, en 1795, Herseaux perd une partie de son territoire (la Malcense) au profit de Luingne. Pendant la guerre 1914-1918, un champ d'aviation allemand est installé dans la localité.

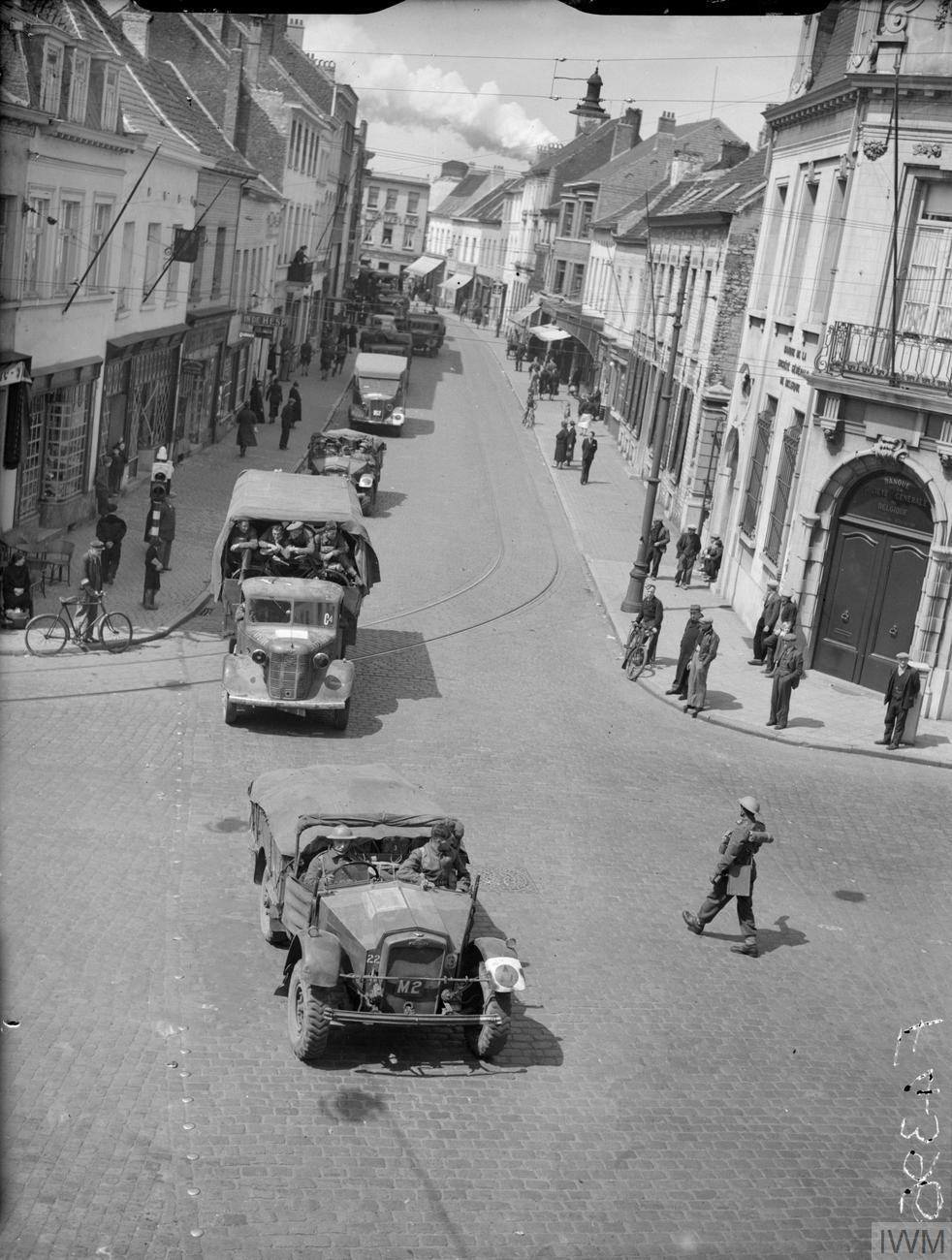
Convoi britannique le 10 mai 1940 dans la rue principale.

Le village est rattaché à la province de Hainaut et à la Région wallonne en 1963. Depuis cette date ses habitants néerlandophones minoritaires bénéficient de facilités administratives.
La population du village s'élève en 1765 à 1.319 habitants, en 1801 à 1.478 habitants et en 1846 à 2.106 habitants.

### Histoire des paroisses
Tournai fut au début de la civilisation chrétienne, un centre d'où rayonnait la religion. Les régions avoisinantes reçurent les premiers germes de ce centre qui portait le nom de Tornacum et qui fut  occupé par les Romains puis par les Francs.
Herseaux se trouvait sur une grande voie romaine : Tournai - Wervicq - Cassel - Thérouanne - Boulogne. Le village était traversé par la voie consulaire qui reliait Tournai à Wervicq.
L'idée de la religion fut communiquée par les marchands et les soldats qui avaient préparés la voie au christianisme qui n'était connu que dans les endroits populeux. La religion n'avait pénétré que lentement dans les campagnes. Vers la fin du Ve siècle fut érigé le premier diocèse de Tournai dont Herseaux faisait partie. Après la mort de saint Eleuthère, le diocèse de Tournai fut juxtaposé à celui de Noyon. Du VIIe au Xe siècle, les paroisses rurales s'accrurent rapidement sous l'influence du monachisme
En 1146, après la séparation des évêchés de Tournai-Noyon, deux archidiaconats sont établis : celui de Flandre et de Tournai. Le siècle suivant, le diocèse est partagé en trois archidiaconats : Tournai, Bruges et Gand.
Au XIVe siècle, l'archidiaconat de Tournai comprend cinq doyennés : Tournai, Helchin, Courtrai, Lille, Seclin comprenant 217 paroisses.
L'archidiaconat de Bruges se divise en trois doyennés comprenant 129 paroisses et l'archidiaconat de Gand se divise en quatre doyennés comprenant 160 paroisses.
La paroisse d'Herseaux dédiée à saint Maur dépend dès son origine du diocèse de Tournai et ce jusqu'au concordat de 1801. Elle faisait partie du doyenné d'Helchin déjà dans des temps assez reculés et dépendait du Chapitre de Tournai.
En 1589, le vaste diocèse de Tournai croissant en population, le doyenné d'Helchin fut partagé en deux nouveaux doyennés appelés Helchin Wallon et Helchin Flamand. Le doyenné d'Helchin Wallon comptait 28 cures dont trois seulement de la province de Hainaut : Mouscron, Luingne et Herseaux. Helchin Flamand groupait 17 paroisses dont Dottignies, Espierres et Coyghem. Cette subdivision se maintint jusqu'en 1801.
En 1801, Herseaux passe du diocèse de Gand et au doyenné de Menin. Cette même année, les diocèses de Bruges et d'Ypres avaient été supprimés. 
Par la Bulle du 7 mai 1834, Grégoire XVI rétablit le diocèse de Bruges avec la Flandre-Occidentale comme territoire et de l'église Saint-Sauveur comme église cathédrale. Herseaux revient donc au diocèse de Bruges et au doyenné de Menin.
Le 10 octobre 1932 Herseaux dépend du doyenné de Mouscron dès la création de ce dernier, suivant une décision épiscopale.
En résumé, la paroisse dépendit successivement des diocèses et doyennés suivant :
- XIVe s. - 1589 : doyenné d'Helchin, diocèse de Tournai qui existe déjà au VIe siècle ;
- 1589 à 1801 : doyenné d'Helchin-wallon, diocèse de Tournai ;
- 1801 à 1833 : doyenné de Menin, diocèse de Gand ;
- 1833 à 1932 : doyenné de Menin, diocèse de Bruges ;
- 1932 à 1967 : doyenné de Mouscron depuis le 10 octobre, diocèse de Bruges ;
- depuis 1967 : doyenné de Mouscron, diocèse de Tournai.

## Armoiries
|  | Le scel échevinal, employé en 1775 et octroyé par le marquis Louis-Joseph Preud'homme d'Hailly, a servi d'armoiries communales depuis l'Arrêté royal du 17 novembre 1971. Blasonnement : Un écu ovale : écartelé au 1 de sinople à la fasce d'hermines, qui est Oignies, au 2 d'or à la croix de gueules cantonnée de seize alérions d'azur, qui est Montmorency, au 3 d'argent à l'aigle éployée de sable, becquée et membrée de gueules, chargée sur la poitrine d'un écusson de sable, au lion d'or, armé et lampassé de gueules, à la bordure engrêlée d'or, qui est Dion, au 4 d'argent à la croix d'azur accompagné au 1 d'une moucheture d'hermine de sable, qui est Croix, avec, sur le tout, un écusson ovale de sinople à une aigle d'or, becquée et membrée de gueules, qui est Preud'homme d'Hailly, l'écu est sommé d'une couronne à trois fleurons séparés par deux groupes de trois perles et supporté par deux aigles d'or, posé de face, les têtes tournées vers l'écu, l'aigle à dextre ayant l'aile extérieure levée et tenant l'écu de la serre senestre, l'aigle à senestre ayant l'aile extérieure levée et tenant l'écu de la serre dextre. Le tout posé sur un socle de pierre grise. - Délibération communale : 10/09/1968 - Arrêté royal : 17/11/1971 - Moniteur belge : 18/04/1972 |

## Politique et administration

### Liste des bourgmestres successifs
| Identité                                     | Période | Période | Durée | Étiquette                                  |
| Identité                                     | Début   | Fin     | Durée | Étiquette                                  |
| -------------------------------------------- | ------- | ------- | ----- | ------------------------------------------ |
| Jean Beaucarne (18 mars 1886 - 15 juin 1964) | 1933    | 1942    | 9 ans | Parti ouvrier belge Parti socialiste belge |
| Jean Beaucarne (18 mars 1886 - 15 juin 1964) | 1944    | 1946    | 2 ans | Parti socialiste belge                     |
| Jean Beaucarne (18 mars 1886 - 15 juin 1964) | 1953    | 1958    | 5 ans | Parti socialiste belge                     |

## Patrimoine et culture

### Patrimoine architectural

#### Église Herseaux Place

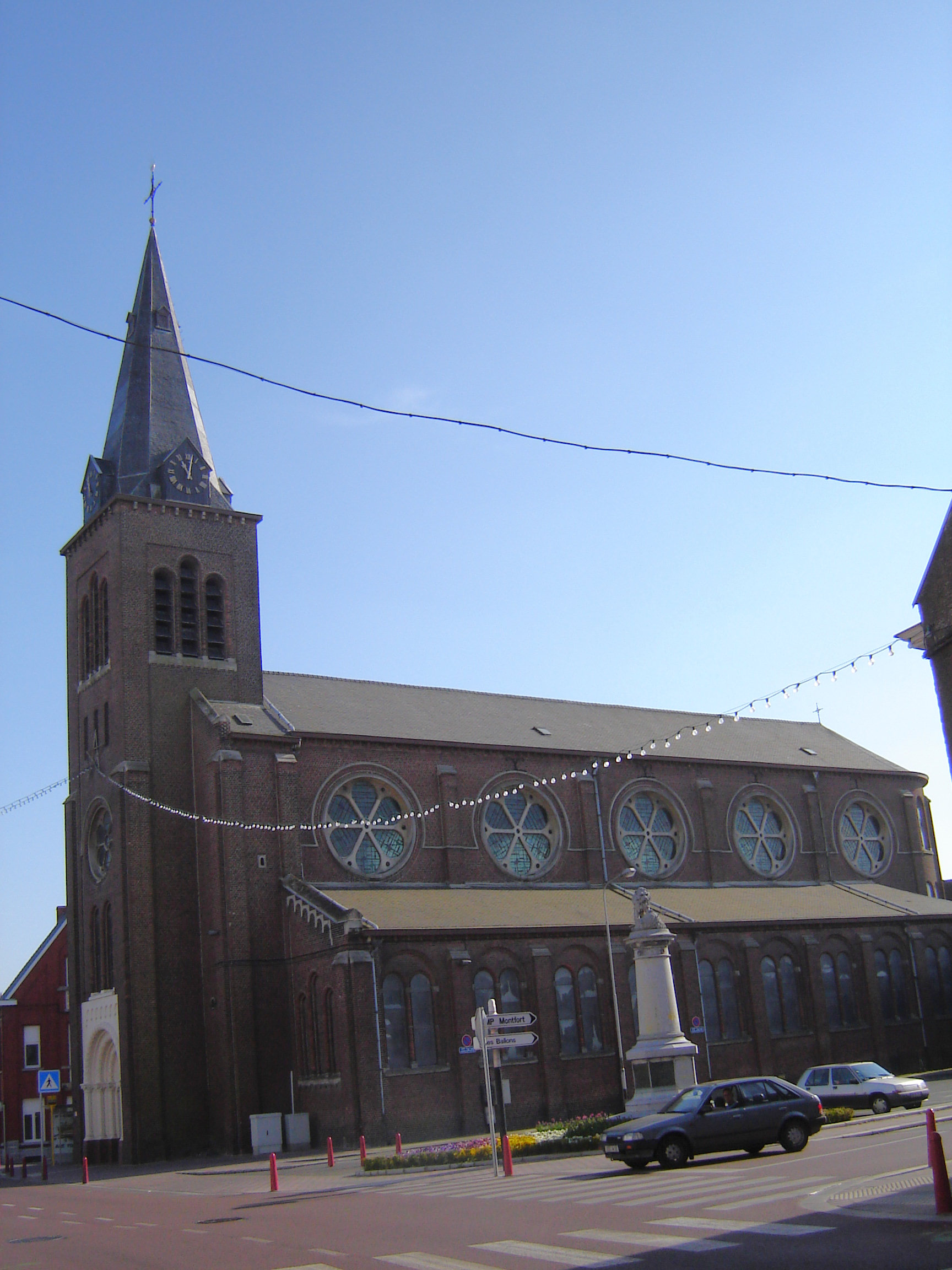
L'église Saint-Maur.

Dans Flandria Illustrata d'Antoine Sanderus d'Ypres, datant de 1641, une planche reproduit le château d'Herseaux avec en arrière-plan l'église avec une tour de façade sur plan rectangulaire. D'autre part dans son ouvrage Rond Kortrijk (« Environs de Courtrai ») 1911 à 1915 l'abbé Slosse prétend que l'ancienne église datait de 1175 environ et qu'elle avait une tour centrale octogonale romane.
L'ancien édifice était construit au même endroit que l'actuel, mais était moins important. De nouvelles nefs y furent construites avant 1761. Il faut croire que, vers 1750, l'église devint trop petite et que les nouvelles nefs furent ajoutées à la construction reproduite, soit sur la planche de Sanderus, soit à l'édifice dont parle le curé Slosse. Toutefois, on peut se demander si le chanoine Sanderus s'est attardé aux détails du style de l'église.
En 1869, l'architecte Pierre Croquison de Courtrai établit le devis pour la reconstruction de l'église. Les travaux débutent en 1870. L'édifice de style roman rhénan était prévu pour contenir 1 350 personnes. L'église fut consacré le 16 octobre 1872 par Mgr Jean Joseph Faict, évêque de Bruges. Dans le portail, au-dessus de la double porte, une plaque encastré dans le mur porte les noms des personnalités présentent lors de cette consécration.
Le clocher avait reçu le 12 décembre 1634 quatre cloches remplacées le 2 décembre 1766, puis à nouveau remplacées en 1822 par :
- Marie (1830 livres)
- Thérèse (1400 livres) dédiée à saint Maur
- Victoire (1000 livres) dédiée à saint Jean Baptiste

Ces trois cloches sont signées Drouot Frères Fondeurs 1822
- Françoise (350 livres)

En août 1913, la cloche Marie est fêlée et sera réparée en 1936. La réparation ne donnera pas satisfaction. En 1937, elle sera refondue à la fonderie François Sergeys rue Vésale 59 à Louvain, avec un ajout d'une centaine de kilos afin d'obtenir une tonalité en accord avec les autres. Le travail se terminera en 1938. La cloche pèsera 935 kg pour une valeur de 10.575 francs (belge)
Le 15 mai 1943 le gouverneur « ad interim » pro-allemand adresse une lettre aux administrations communales et aux Fabriques d'église les engageants à livrer leurs cloches. Les autorités allemandes donnent l'ordre de livrer les cloches le 23 juin 1943. La petite cloche Françoise ne doit pas être enlevée. Plusieurs mois s'écoulèrent, les Allemands semblaient avoir oubliés la chose quand, le 2 novembre 1943, un officier allemand se présenta à la cure pour l'enlèvement des cloches : le curé s'y opposa énergiquement réclamant une preuve écrite. L'officier se retira et réapparut le 1er décembre 1943 avec un document signé par les autorités allemandes. On ne sut jamais ce que devinrent les cloches.
Le 30 juillet 1949, quatre nouvelles cloches, fondues à Tournai dans les ateliers du fondeur Michiels, prirent place dans le clocher :
- Myriam (910 kg) dédiée à la sainte Vierge ;
- Marie-Thérèse (560 kg) dédiée à saint Maur ;
- Chantal (500 kg) dédiée à saint Jean Baptiste ;
- Margueritte (150 kg) dédiée à saint Maurice.

#### Église Herseaux Gare
Le 11 octobre 1936, lors d'une cérémonie, la première pierre de l'église du Christ-Roi fut posée. Le 29 juin 1937, Mgr Lamiroy, évêque de Bruges, préside aux différentes cérémonies marquant la consécration de l'église.

#### Église Herseaux Ballons

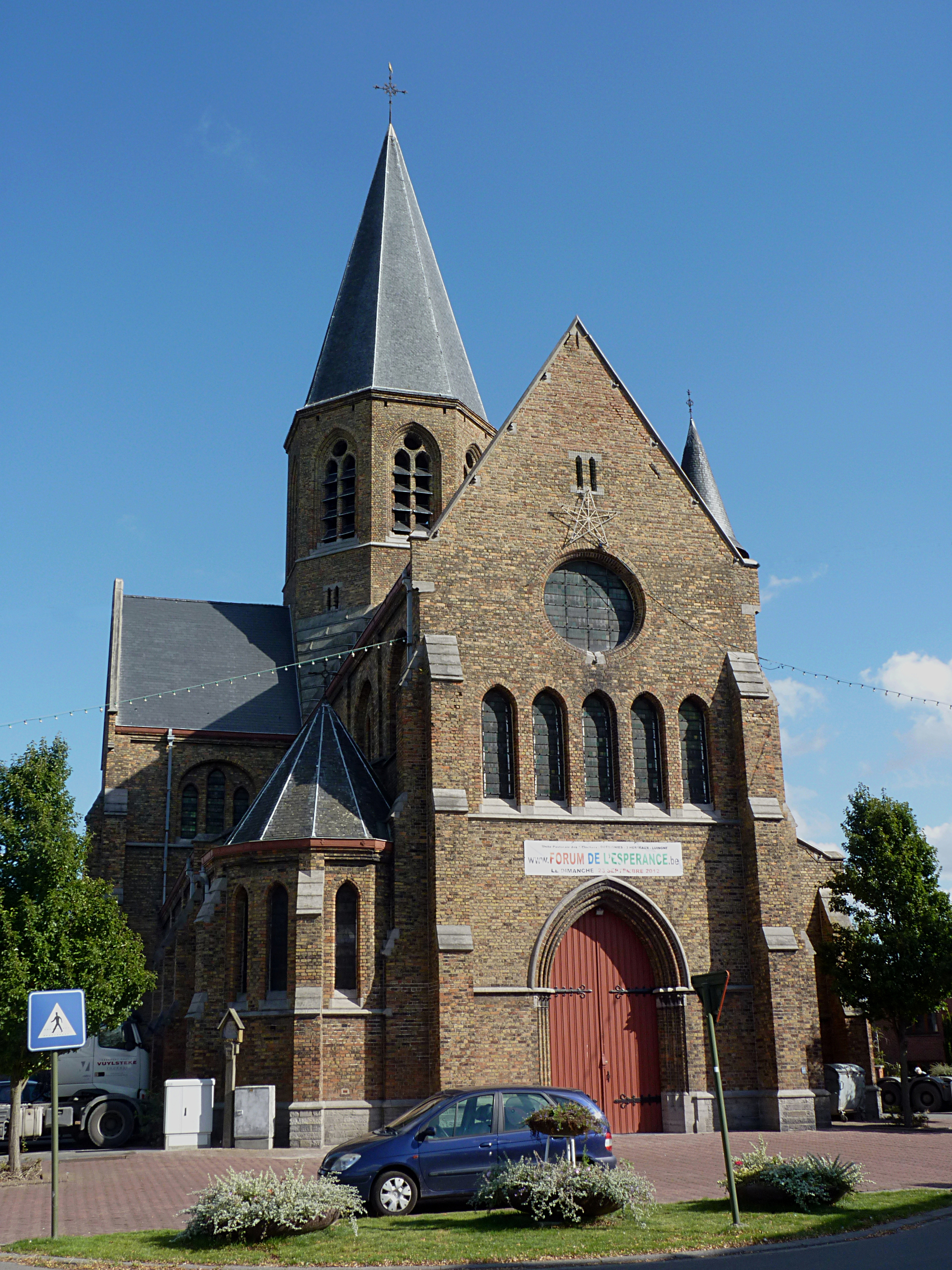
L'église Saint-Jean-Baptiste.

L'idée de créer la paroisse est liée à l'essor industriel du Nord de la France, beaucoup d'ouvriers (flamands) viennent s'installer à Herseaux-Ballons pour aller travailler dans les usines du Nord. La population augmentant, le conseil communal prend la décision le 26 août 1906 de fonder la paroisse.
L'église Saint-Jean-Baptiste est construite entre 1909 et 1912. Le nom de son  patron, elle le doit au curé Jean-Baptiste Delporte qui suivit avec beaucoup d'attention l'édification de celle-ci. Monseigneur Waffelaert, évêque de Bruges, à cette époque Herseaux appartient à la   Flandre-Occidentale, préside le 30 septembre 1912 la cérémonie de consécration du nouveau lieu de culte.

## Enseignement

### École Philippe Geluck
Au mois d'avril 2009, l'école primaire autonome de l’État de la  rue des Frontaliers à Herseaux a été baptisée école Philippe Geluck. L'artiste a participé à cette cérémonie,.

## Galerie

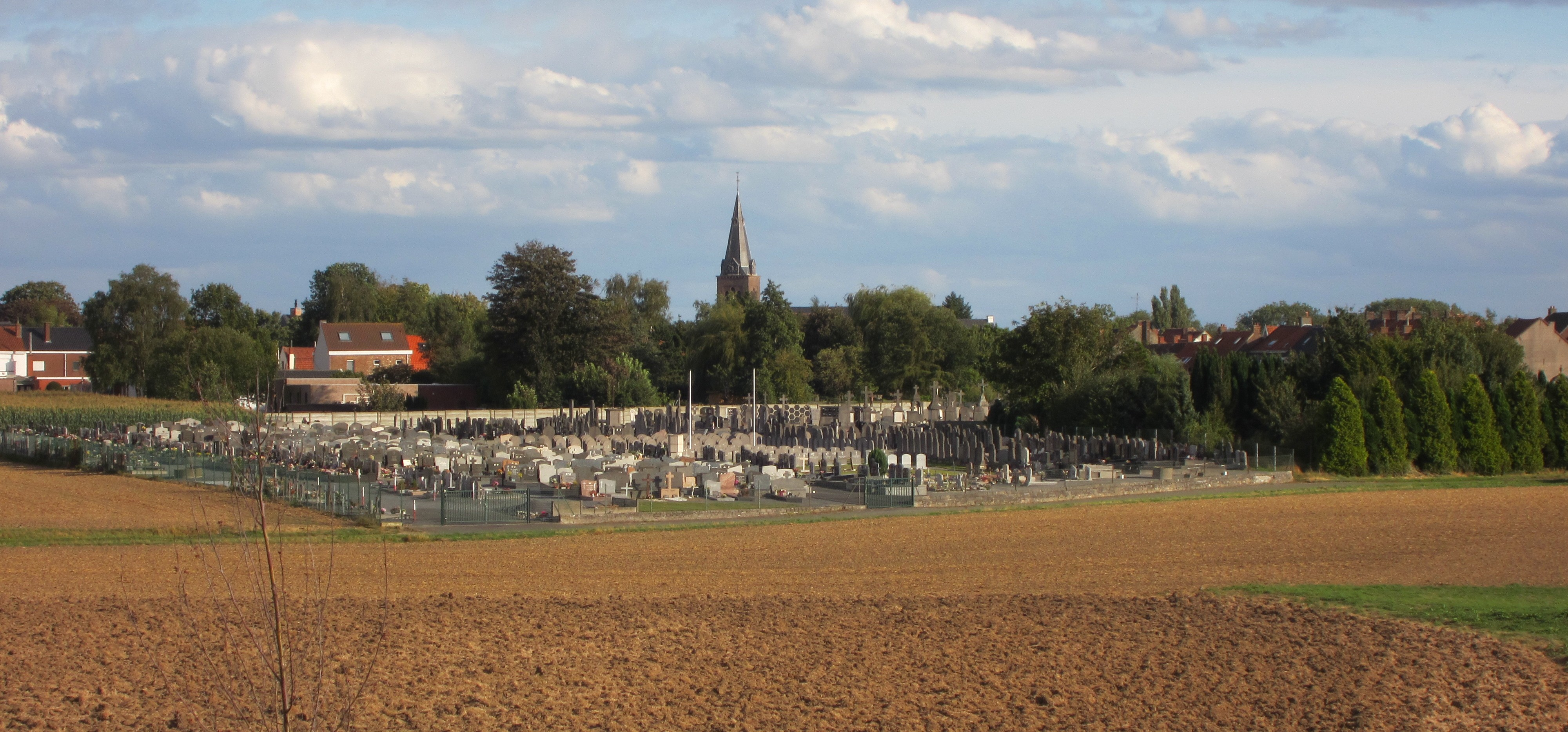
Vue panoramique.

## Personnalités belges nées à Herseaux
- Alfred Delourme, syndicaliste et  militant wallon, y est né le 6 décembre 1921.
- Paul Taildeman, coureur cycliste, y est né le 15 novembre 1929.
- Marcel Marlier, auteur et illustrateur de Martine, y est né le 18 novembre 1930.